# Puente de Bacunayagua
El puente de Bacunayagua es un puente cubano, que permite a la Vía Blanca cruzar el Valle de Yumuri. Se ubica a 18 km al oeste de la ciudad de Matanzas, en el límite entre la provincia de Mayabeque y la provincia de Matanzas. Es el puente más alto de Cuba.
Con una extensión total de más de 313,5 metros, con una extensión del arco de 114 metros y a una altitud de 103,5 metros sobre el nivel del mar y un ancho de 16 metros, se considera una de las siete maravillas de la ingeniería civil cubana.
El proyecto lo realizó la firma SACMAG (Sáenz, Cancio, Arvesu, Martín y Gutiérrez) y la ejecución del puente estuvo a cargo de ingenieros cubanos dirigidos por Luis Sáenz Duplace y Manolo Arvesu. Para la construcción del puente se buscaron ingeniosas y atrevidas alternativas debido a las condiciones del terreno sobre el que se erige. 
Una de estas alternativas la constituye el uso por primera vez en Cuba de semiarcos, según la técnica del ingeniero austríaco Josef Melan, que fue inventor de "sistema de Melan", método para la construcción de puentes reforzados. El uso del denominado arco es lo más novedoso del puente, ya que se construyó con acero laminado que se armó en dos partes, girando cada una hasta lograr la posición correcta.
La construcción del puente se inició en 1956 y su inauguración fue el 26 de septiembre de 1959.
El impresionante puente constituyó desde 1976 hasta 2010 el límite territorial entre las provincias de La Habana y Matanzas, a partir de 2011 entre las provincias de Mayabeque y Matanzas.
Al sur del puente se puede divisar el Valle de Yumurí,al norte el lecho y la desembocadura de lo que debió ser en épocas anteriores un caudaloso río y un poco más lejano el mar.
Actualmente existe un mirador en la zona Oeste del puente en donde se puede apreciar tanto la arquitectura de este como la vegetación y la fauna en las zonas que lo rodean.